# Чемпіонат України з легкої атлетики в приміщенні 2025
Чемпіонат України з легкої атлетики в приміщенні 2025 серед дорослих був проведений 2-4 лютого в легкоатлетичному манежі Київської міської школи вищої спортивної майстерності.
Одночасно з основним чемпіонатом був проведений чемпіонат України з легкоатлетичних багатоборств у приміщенні.

## Призери

### Чоловіки
| Дисципліни                | Золото                                                                                    | Золото      | Срібло                                                       | Срібло      | Бронза                                                                                     | Бронза      |
| ------------------------- | ----------------------------------------------------------------------------------------- | ----------- | ------------------------------------------------------------ | ----------- | ------------------------------------------------------------------------------------------ | ----------- |
| 60 метрів                 | Ілля Попов Кіровоградська область                                                         | 6,75 PB     | Олександр Комісаренко Дніпропетровська область               | 6,78        | Владислав Ємець Запорізька область                                                         | 6,78 SB     |
| 200 метрів                | Дмитро Янчик Київ                                                                         | 21,99 SB    | Юрій Мудрик Львівська область                                | 22,28       | Андрій Барабанов Запорізька область                                                        | 23,23       |
| 400 метрів                | Олександр Погорілко Сумська область                                                       | 47,08       | Микита Барабанов Запорізька область                          | 47,58 SB    | Дмитро Гончар Київ                                                                         | 48,74 PB    |
| 800 метрів                | Василь Войтюк Вінницька область                                                           | 1.52,56     | Євген Кузнєцов Донецька область                              | 1.54,44 SB  | Владислав Хоменський Вінницька область                                                     | 1.54,48 SB  |
| 1500 метрів               | Дмитрій Ніколайчук Київ                                                                   | 3.51,99 SB  | Максим Караїм Львівська область                              | 3.52,50 PB  | Олександр Гонський Київ                                                                    | 3.57,40     |
| 3000 метрів               | Андрій Атаманюк Хмельницька область                                                       | 8.03,41 PB  | Руслан Наумов Донецька область                               | 8.15,32     | Микола Пацула Волинська область                                                            | 8.18,42 PB  |
| 60 метрів з бар'єрами     | Дмитро Багінський Житомирська областьОлег Кукота Київ                                     | 7,87        | не вручалась                                                 |             | Кирило Лампіцький Житомирська область                                                      | 8,00 PB     |
| 3000 метрів з перешкодами | Руслан Наумов Донецька область                                                            | 8.51,34 PB  | Василь Сабуняк Київ                                          | 8.54,54 PB  | Денис Лисенко Київська область                                                             | 9.03,51 PB  |
| 4×400 метрів              | Сумська областьОлександр Погорілко Ярослав Демченко Андрій Нечипоренко Олександр Молодика | 3.16,92     | КиївДанило Полівко Роман Король Антон Шмаровоз Дмитро Гончар | 3.21,16     | Черкаська областьВладислав Косенко Денис Нечипоренко Василь Полєвщіков Ростислав Голубович | 3.22,90     |
| Ходьба 5000 метрів        | Сергій Світличний Сумська область                                                         | 19.05,87 PB | Іван Банзерук Волинська область                              | 19.13,70 PB | Мар'ян Закальницький Донецька область                                                      | 19.49,51 PB |
| Стрибки у висоту          | Олег Дорощук Кіровоградська область                                                       | 2,32 PB     | Дмитро Нікітін Житомирська область                           | 2,27 SB     | Вадим Кравчук Львівська область                                                            | 2,21 SB     |
| Стрибки з жердиною        | Олександр Онуфрієв Дніпропетровська область                                               | 5,45 SB     | Ілля Бобровник Київ                                          | 5,35 PB     | Валентин Лобода Донецька область                                                           | 5,15        |
| Стрибки в довжину         | Нікіта Маслюк Сумська область                                                             | 7,70        | Данило Дубина Київ                                           | 7,54        | Сергій Никифоров Київська область                                                          | 7,53 SB     |
| Потрійний стрибок         | Владислав Шепелєв Одеська область                                                         | 16,43 SB    | Андрій Куліуш Миколаївська область                           | 15,09       | Іван Фурдуй Дніпропетровська область                                                       | 14,85 PB    |
| Штовхання ядра            | Артем Левченко Харківська область                                                         | 18,75       | Віктор Самолюк Київська область                              | 18,07 SB    | Максим Коваль Черкаська область                                                            | 16,92 SB    |
| Семиборство               | Артем Міщенко Київська область                                                            | 5142        | Олександр Климач Київська область                            | 5104        | Максим Зейналян Волинська область                                                          | 4796        |

### Жінки
| Дисципліни                | Золото                                                                 | Золото       | Срібло                                                                      | Срібло      | Бронза                                                                             | Бронза      |
| ------------------------- | ---------------------------------------------------------------------- | ------------ | --------------------------------------------------------------------------- | ----------- | ---------------------------------------------------------------------------------- | ----------- |
| 60 метрів                 | Діана Гончаренко Сумська область                                       | 7,38 SB      | Анна Карандукова Кіровоградська область                                     | 7,43 PB     | Єлизавета Шваб Житомирська область                                                 | 7,50        |
| 200 метрів                | Валентина Демченко Донецька область                                    | 24,83        | Христина Федущак Львівська область                                          | 25,18       | Євгенія Близнецова Київ                                                            | 25,58       |
| 400 метрів                | Тетяна Мельник Київ                                                    | 54,46        | Валентина Демченко Донецька область                                         | 55,58 PB    | Іванна Олексюк Київ                                                                | 56,35       |
| 800 метрів                | Аліна Корсунська Київська область                                      | 2.07,90 PB   | Юлія Григор'єва Львівська область                                           | 2.08,74 PB  | Оксана Долинчук Донецька область                                                   | 2.09,19     |
| 1500 метрів               | Уляна Рачинська Львівська область                                      | 4.35,71      | Анжеліка Бондар Київ                                                        | 4.36,08     | Анна Шустова Київ                                                                  | 4.36,32     |
| 3000 метрів               | Вікторія Шкурко Київська область                                       | 9.33,56      | Анастасія Прокудіна Київ                                                    | 9.39,00 PB  | Анна Шустова Київ                                                                  | 9.39,22 PB  |
| 60 метрів з бар'єрами     | Анна Плотіцина Київська область                                        | 8,07 SB      | Аліна Кишкіна Дніпропетровська область                                      | 8,12 PB     | Ганна Чубковцова Київ                                                              | 8,44 SB     |
| 3000 метрів з перешкодами | Дар'я Дубенець Львівська область                                       | 10.25,16 PB  | Ганна Жмурко Чернігівська область                                           | 10.35,23 SB | Катерина Комар Рівненська область                                                  | 11.03,56 SB |
| 4×400 метрів              | КиївНаталія Бесідовська Поліна Науменко Анжеліка Бондар Тетяна Мельник | 3.49,45      | Вінницька областьМарія Черкас Аліса Павленко Євгенія Молярчук Аліна Ярошина | 3.54,66     | Донецька областьМарія Позднякова Дар'я Дубенець Оксана Долинчук Валентина Демченко | 3.55,22     |
| Ходьба 5000 метрів        | Людмила Оляновська Київська область                                    | 20.26,26 NIR | Олена Собчук Волинська область                                              | 20.40,76 PB | Ганна Шевчук Івано-Франківська область                                             | 21.59,11 PB |
| Стрибки у висоту          | Катерина Табашник Харківська область                                   | 1,90         | Юлія Левченко Київ                                                          | 1,90 SB     | Юлія Чумаченко Донецька область                                                    | 1,87 SB     |
| Стрибки з жердиною        | Марина Килипко Харківська область                                      | 4,40 SB      | Яна Гладійчук Київ                                                          | 4,35        | Ольга Бельченко Київ                                                               | 4,20        |
| Стрибки в довжину         | Діана Мірошніченко Одеська область                                     | 6,19         | Аліна Лістунова Львівська область                                           | 6,08        | Анна Красуцька Донецька область                                                    | 5,93 SB     |
| Потрійний стрибок         | Марія Сіней Донецька область                                           | 13,96 PB     | Ольга Корсун Полтавська область                                             | 13,79 PB    | Альона Часс Дніпропетровська область                                               | 13,63 PB    |
| Штовхання ядра            | Ольга Голодна Київська область                                         | 16,72        | Софія Ромасюк Харківська область                                            | 16,06 PB    | Ангеліна Шепель Чернігівська область                                               | 14,78 SB    |
| П'ятиборство              | Дарина Слобода Київ                                                    | 3989         | Альбіна Зайцева Київ                                                        | 3673        | Марія Слобода Київська область                                                     | 3645        |

## Відео
Трансляція змагань:
- 21 лютого (ранкова програма) на YouTube
- 21 лютого (вечірня програма) на YouTube
- 22 лютого (ранкова програма) на YouTube
- 22 лютого (вечірня програма) на YouTube
- 23 лютого (ранкова програма) на YouTube